# Описание растений (книга)
«Достопамятные комментарии к описанию растений» (лат. De historia stirpium commentarii insignes), или просто «Описание растений» — один из самых известных гербариев и главный труд немецкого врача и ботаника Леонарта Фукса (1501—1566), одного из «отцов ботаники».
Книга впервые вышла в Базеле в 1542 году и скрупулёзно описывала более 500 видов растений (400 из которых принадлежали к флоре Германии). Иллюстрации в «Описании» должны были точно повторять внешний вид живых растений. Фукс, посвятивший работе над книгой 31 год, писал в посвящении: «Изображения объясняют предмет с большей надёжностью и глубже доходят до разума, чем это делают написанные слова». В предисловии к книге Фукс заявлял, что писал её для молодых студентов, изучающих медицину, возмущённо прибавляя: «редко встретишь хотя бы одного врача из ста, которые что-нибудь знает о некоторых растениях». В книге, написанной более для врачей, чем для ботаников, особо описываются фармакологические свойства растений, хотя также уделяется внимание их строению, росту и зоне распространения.
Растения в книги расположены в алфавитном порядке по греческим названиям. Таким образом, Фукс не делает попыток создания какой-либо естественной классификации.
Первое издание было напечатано на латыни. В 1543 году книга вышла на немецком языке под названием New Kreüterbuch in welchem nit allein die gantz histori mit dem besten Vleiß beschrieben, sonder auch aller derselben Wurtzel, Stengel, Bletter, Blumen, Samen, Frücht; mit dreyen nützlichen Registern, durch den hochgelehrten Leonhart Fuchsen («Составленный учёным Леонартом Фуксом новый травник, в коем не только описание растений с наилучшим прилежанием составлено, но также все корни, стебли, листья, цветы, семена и фрукты оных описаны с приложением трёх полезных указателей»), или просто New Kreüterbuch («Новый травник»). Оба издания напечатал базельский книгопечатник Мишель Изинрин (Michel Isingrin), выпускавший книги по медицине и ботанике.